# Ptolemais Hermiou
Ptolemais Hermiou var en stad i grek-romerska Egypten, grundad som en koloni på Nilens västbank av Ptolemaios I Soter, tänkt att vara huvudstad i Övre Egypten. Idag är staden al-Manshāh i guvernementet Sohag belägen där den antika staden låg.